# Kaleidoscope EP
《Kaleidoscope EP》는 영국의 록 밴드 콜드플레이의 열세 번째 EP이다. 2017년 7월 14일 전 세계에 발매되었으며 콜드플레이의 일곱 번째 스튜디오 음반 《A Head Full of Dreams》 (2015년)의 동반 곡으로 사용된다. 이 EP는 제60회 그래미 어워드 최우수 팝 보컬 앨범상 후보에 올랐다.

## 배경
2016년 11월 21일, 크리스 마틴은 밴드의 공식 트위터를 통해 이 EP 제목을 발표했는데, 이 곡은 《A Head Full of Dreams》 (2015년)의 막간 트랙과 같다. 발매는 원래 6월 2일 예정이었으나 밴드의 사전 발표 없이 6월 30일과 7월 14일로 연기되었다.

## 반응
| 전문가 평가   | 전문가 평가 |
| 총 점수       | 총 점수     |
| 출처          | 점수        |
| ------------- | ----------- |
| 메타크리틱    | 63/100      |
| 평가 점수     |             |
| 출처          | 점수        |
| AllMusic      | [ 6 ]       |
| The Guardian  | [ 7 ]       |
| NME           | [ 8 ]       |
| Pitchfork     | 5.8/10      |
| PopMatters    | [ 10 ]      |
| Rolling Stone | [ 11 ]      |

발매되자마자, 《Kaleidoscope EP》는 비평가들로부터 엇갈린 긍정적인 반응을 받았다. 주류 평론가들의 리뷰에 100점 만점에 정규화된 평점을 부여하는 메타크리틱에서 이 음반은 8개의 리뷰를 바탕으로 100점 만점에 평균 63점을 받았으며 이는 "대체로 호의적인 리뷰"를 나타낸다. 올뮤직의 스티븐 토마스 얼와인은 "콜드플레이가 팝 음악을 내부로부터 전복시키려고 하는 동안 기계 속으로 완전히 빨려 들어가지 않았다"고 평하며 EP에 3.5개의 별을 주었다.

## 곡 목록
| #  | 제목                                                           | 작사·작곡                                          | 프로듀서                    | 재생 시간 |
| -- | -------------------------------------------------------------- | -------------------------------------------------- | --------------------------- | --------- |
| 1. | 〈All I Can Think About Is You〉                               | 가이 베리먼, 조니 버클랜드, 윌 챔피언, 크리스 마틴 | 릭 심슨                     | 4:34      |
| 2. | 〈Miracles (Someone Special) (with 빅 숀)〉                    | 베리먼, 버클랜드, 챔피언, 마틴                     | 심슨, 빌 라코               | 4:36      |
| 3. | 〈Aliens〉                                                     | 베리먼, 버클랜드, 챔피언, 마틴, 브라이언 이노      | 심슨, 이노, 마커스 드래브스 | 4:42      |
| 4. | 〈Something Just Like This (Tokyo Remix) (with 체인스모커스)〉 | 베리먼, 버클랜드, 챔피언, 마틴, 앤드류 태가트      | 체인스모커스                | 4:34      |
| 5. | 〈Hypnotised (EP Mix)〉                                        | 베리먼, 버클랜드, 챔피언, 마틴                     | 심슨                        | 6:31      |

## 인증
| 국가                       | 인증 | 판매량/출하량 |
| -------------------------- | ---- | ------------- |
| 이탈리아 (FIMI)            | 골드 | 25,000*       |
| 영국                       | —    | 46,510        |
| *판매량을 기반으로 한 인증 |      |               |